# 安培洋行大楼

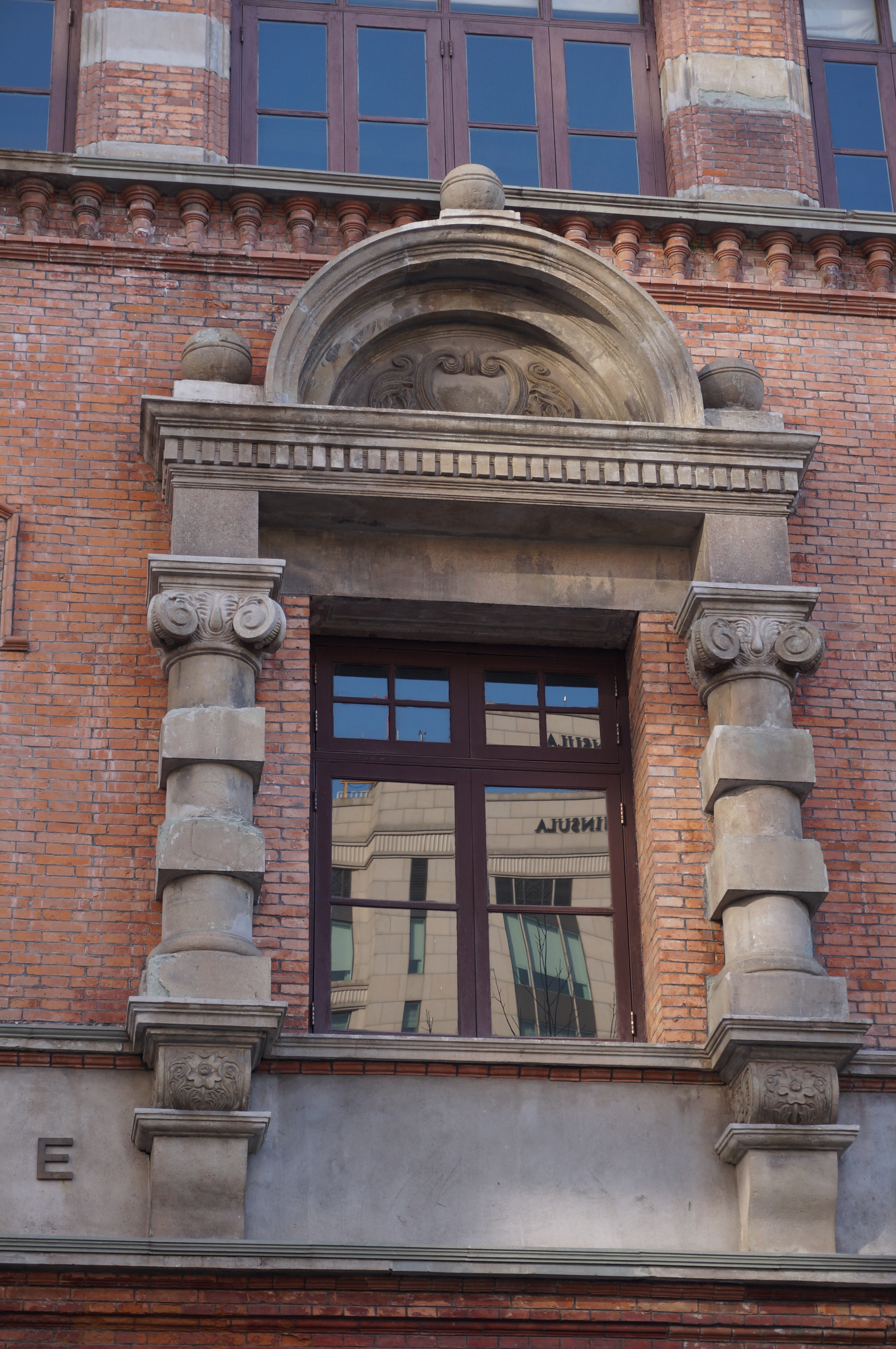
大楼立面上的装饰图案

安培洋行大楼位于上海市黄浦区圆明园路97号，是外滩源的组成部分。大楼建于1907年，设计者有待考证（一说是通和洋行）。建筑主体呈英国古典主义建筑风格，为砖木混合结构。
1941年至1948年，安培洋行曾在此办公。1994年，大楼入选第二批上海市优秀历史建筑。现在，大楼是外滩源一期——洛克·外滩源的一部分，定位为奢侈品旗舰店以及高级餐厅场所。2014年，佳士得拍卖行进驻安培洋行大楼。

## 历史
安培洋行大楼建于1907年，但在建成后至1936年间的使用情况根据已有资料，尚不明确，能查询最早的是一间名叫华嘉的公司，曾在1936年到1948年间在此办公。1941年至1948年，安培洋行曾在此办公。1945年，巴拿马公使馆曾设立在大楼二楼。橡胶业同业公会也曾设立于此。1949年后，大楼曾被上海广告公司使用。之后大楼也曾作为民居使用多年，直至“外滩源”工程开始后对大楼进行修缮与改建，楼内居民就此被安置他处。现大楼经修缮后已重新开放。

## 建筑特色
安培洋行大楼高四层，建筑主体呈英国古典主义建筑风格，为砖木混合结构，装饰受巴洛克风格影响。建筑立面分三段，局部采用古典装饰符号。各层窗户形态各异，三层中间饰有圆形挑出窗。大楼主要以清水红砖搭砌而成，两侧有大露台，每层楼层高在4米以上。建筑内部仍保留有花饰精美的楼梯、栏杆和扶手。